# Li Ya
He Ning (Bengbu, China, 13 de junio de 1988) es una gimnasta artística china, campeona del mundo en 2006 en el concurso por equipos.

## 2006
En el Mundial celebrado en Aarhus consigue la medalla de oro en el concurso por equipos, quedando por delante de las estadounidenses y rusas; las otras cinco componentes de su equipo fueron: Zhou Zhuoru, Zhang Nan, Cheng Fei, Pang Panpan y He Ning.